# XVIII dinastia egizia

Statua cultuale di Amenhotep (Amenofi) I, da Deir el-Medina, tra il 1292 e il 1190 a.C. Museo Egizio, Torino.

La XVIII dinastia (1543-1292 a.C.), nella storia dell'antico Egitto, è la prima dinastia del cosiddetto Nuovo Regno, protagonista della cacciata finale degli Hyksos. Essa copre un arco di tempo di circa 250 anni, durante il XVI, XV e XIV secolo a.C.

## Storia
In questo periodo l’Egitto raggiunge il massimo splendore nelle arti e l’apice della sua estensione territoriale. Nella capitale Tebe si sviluppa il culto del dio Amon; viene innalzato il gigantesco tempio di Karnak e Tebe divenne una città talmente potente da non avere rivali. L'Egitto riceve tributi da tutti i popoli confinanti. La stabilità raggiunta permette una successione dei sovrani molto regolare, da padre in figlio, con l'importante eccezione di Hatshepsut, la regina-faraone. Il paese è però percorso da uno scisma religioso quando il faraone Akenaton proclama Aton il dio sole unico dio, abbandona Tebe e sposta la capitale ad Amarna. Quando Akenaton muore, il giovane faraone Tutankaton cambia nome in Tutankamon e ristabilisce velocemente il culto di Amon, ma muore a soli 18 anni. Per tradizione i faraoni sposavano le loro sorelle; recenti studi medico-legali sulle mummie della XVIII dinastia hanno accertato che l'endogamia degli avi e dei genitori provocò dei danni genetici a Tutankamon, che aveva un piede equino e doveva camminare con l'aiuto di un bastone. Anche gli ultimi due faraoni Ay e Horemheb dovettero, per succedere al trono, sposare la sorella-vedova di Tutankhamon, Ankhesenamon.

## Cronologia
La sequenza dei sovrani è abbastanza ben conosciuta, ma presenta ancora alcune incertezze per la fase di transizione tra Akhenaton e Tutankhamon. I vari annali disponibili (Manetone, Papiro dei Re e Tavola di Abido), non consentono infatti di risolvere tutti i dubbi sui vari faraoni e sulla durata dei loro regni. La cronologia di Manetone, così come pervenutaci dai referenti Giuseppe Flavio, Giulio Sesto Africano e Eusebio di Cesarea non consente di individuare con certezza tutti i sovrani e presenta spesso anni di regno che non trovano un avallo nelle testimonianze archeologiche. Il Papiro dei Re è mancante proprio della parte relativa alla dinastia, mentre la Lista di Abido, che per altro non presenta le durate di regno, non elenca alcuni sovrani, considerati non degni dai faraoni della XIX dinastia (Hatshepsut e i faraoni da Akhenaton ad Ay, implicati nell'eresia del dio Aton).
La cronologia della dinastia è stata ricostruita sostanzialmente sulla base della datazione assoluta astronomica per Amenhotep I e considerando le durate di regno dei vari sovrani ottenute da un'analisi dei dati di Manetone e delle testimonianze archeologiche. La data d'incoronazione di Amenhotep I è stata ricavata dalla segnalazione della levata eliaca di Sirio contenuta nel Papiro Ebers. Essa presenta però sia una indeterminazione legata al metodo di calcolo, sia quella di 20 anni connessa all'ipotesi che la levata eliaca di Sirio sia stata osservata, contrariamente alla norma, nella nuova capitale Waset / Tebe invece della città di Menfi / Eliopoli. Sulla base di queste indeterminazioni si arriva a stimare l'inizio della dinastia nel 1581 ± 4 o 1561 ± 4.
Queste date d'inizio della dinastia hanno subito però alcune modifiche a causa di evidenti errori di calcolo nella datazione d'incoronazione di Amenhotep I. Alla decurtazione di 20 anni si è aggiunta una nuova uguale decurtazione di ulteriori 20 anni e si è a volte confusa la data dell'evento astronomico con quello dell'incoronazione.
La fine della cronologia sembra databile al 1321 a.C., grazie a una nuova datazione assoluta che consente, con buona probabilità, di datare l'inizio della XIX dinastia egizia.
Nel prospetto seguente si presenta pertanto sia la doppia cronologia ottenuta tramite la regolare applicazione del metodo astronomico sia quella presentata da Franco Cimmino e altri (doppia decurtazione di 20 anni), segnalata con un'indeterminazione di ± 30.
| prenomen                       | nomen           | Nome corrente        | Giuseppe Flavio               | Giulio Sesto Africano   | Eusebio di Cesarea      | Periodo di regno                                                                         |
| Nebpehtira                     | Ahmose          | Ahmose I             | Tethmosis (~25)               | Amos (25)               | Amosis (25)             | 25 anni 1581–1556 ± 4 a.C. 1561–1536 ± 4 a.C. 1543-1518 ± 30 a.C.                        |
| Djerserkara                    | Amenhotep       | Amenofi I            | Amenophis (~21) figlio        | Amenophitis (24/21)     | Ammenophis (21)         | 21 anni 1556–1535 ± 4 a.C. 1536–1515 ± 4 a.C. 1517-1497 ± 30 a.C.                        |
| Akheperkara                    | Dhutmose        | Thutmose I           | Chebron (~13) figlio          | Chebros (13)            | Chebron (13)            | 13 anni 1535–1522 ± 4 a.C. 1515–1502 ± 4 a.C. 1496-1483 ± 30 a.C.                        |
| Akheperenra                    | Dhutmose        | Thutmose II          | /                             | /                       | /                       | 3 anni 1522–1519 ± 4 a.C. 1502–1499 ± 4 a.C. 1483-1480 ± 30 a.C.                         |
| Maatkara                       | Hatshepsut      | Hatshepsut           | Amesis (~22) sorella          | Amensis (22)            | /                       | 22 anni 1519–1497 ± 4 a.C. 1499–1477 ± 4 a.C. 1479-1457 ± 30 a.C.                        |
| Menkheperra                    | Dhutmose        | Thutmose III         | Mephramuthosis ? (~26) figlio | Misphragmuthosis ? (26) | Misphragmuthosis ? (26) | 55 anni 1519–1464 ± 4 a.C. 1499–1444 ± 4 a.C. 1457-1424 ± 30 a.C.                        |
| Akheperura                     | Amenhotep       | Amenofi II           | Mephres ? (~13) figlio        | Misaphris ? (13)        | Miphres ? (12)          | 26 anni 1464–1438 ± 4 a.C. 1444–1418 ± 4 a.C. 1424-1398 ± 30 a.C.                        |
| Menkheperura                   | Dhutmose        | Thutmose IV          | Thmosis (~10) figlio          | Tuthmosis (9)           | Tuthmosis (9)           | 10 anni 1438–1428 ± 4 a.C. 1418–1408 ± 4 a.C. 1398-1388 ± 30 a.C.                        |
| Nebmaatra                      | Amenhotep       | Amenofi III          | Amenophis (~31) figlio        | Amenophis (31)          | Amenophis (31)          | 39 anni 1428–1389 ± 4 a.C. 1408–1369 ± 4 a.C. 1387-1348 ± 30 a.C.                        |
| Neferkheperura                 | Amenhotep       | Amenofi IV Akhenaton | Acencheres (~12) figlia       | Acherres (32)           | Achencheres (12)        | 17 anni di cui 2 di coreggenza 1400–1383 ± 4 a.C. 1380–1363 ± 4 a.C. 1350-1333 ± 30 a.C. |
| Ankhtkheperura Neferneferuaton | Nefertiti ?     | Nefertiti ?          |                               |                         | Cencheres (12/16)       | 3 anni di coreggenza ? 1386–1383 ± 4 a.C. 1366–1363 ± 4 a.C. 1342-1339 ± 30 a.C.         |
| Ankheperura Djeserkheperu      | Smenkhkara      | Smenkhara            | Rathotis (9) fratello         | Rathos (6)              | Athoris (9)             | 1 anno 1383–1382 ± 4 a.C. 1363–1362 ± 4 a.C. 1342-1339 ± 30 a.C.                         |
| Ankheperura                    | Neferneferuaton | Neferneferuaton      | Acencheres ? (~12) figlio     | Chebres ? (12)          | Acherres ? (8)          | 3 anni di reggenza ? 1382–1379 ± 4 a.C. 1362–1359 ± 4 a.C. /                             |
| Nebkheperura                   | Tutankhamon     | Tutankhamon          | Acencheres II ? (~12) figlio  | Acherres ? (12)         | Cherres ? (15)          | 9 anni 1379–1370 ± 4 a.C. 1359–1350 ± 4 a.C. 1338-1329 ± 30 a.C.                         |
| Kheperkheperura                | Ay              | Ay                   | Harmais (~4) figlio           | Armesis (5)             | Armais (5)              | 4 anni 1370–1366 ± 4 a.C. 1350–1346 ± 4 a.C. 1329-1325 ± 30 a.C.                         |
| Djeserkheperura                | Horemheb        | Horemheb             | Orus (~36) figlio             | Orus (37)               | Orus (36/38)            | 45, 25 o 33 anni 1366–1321 ± 4 a.C. 1346–1321 ± 4 a.C. 1325-1292 ± 30 a.C.               |